# Hieracium bupleuroides
Lo sparviere con foglie di Odontite (nome scientifico Hieracium bupleuroides C.C.Gmel., 1808) è una specie di pianta angiosperma dicotiledone della famiglia delle Asteraceae.

## Etimologia
Il nome generico (Hieracium) deriva dalla parola greca hierax o hierakion (= sparviere, falco). Il nome del genere è stato dato dal botanico francese Joseph Pitton de Tournefort (1656 - 1708) rifacendosi probabilmente ad alcuni scritti del naturalista romano Gaio Plinio Secondo (23 - 79) nei quali, secondo la tradizione, i rapaci si servivano di questa pianta per irrobustire la loro vista. L'epiteto specifico (bupleuroides) significa "simile al bupleurum", ossia le foglie di questa pianta sono simili alle foglie delle specie del genere Bupleurum della famiglia delle Apiaceae. Il nome bupleurum deriva da due parole greche: "bous" (= bue) e "pleuron" (= costola). Il nome comune "odontite" è collegato al nome scientifico della pianta Bupleurum odontites L.; un'apiacea distribuita nell'areale mediterraneo.

Il binomio scientifico della pianta di questa voce è stato proposto dal botanico germanico Carl Christian Gmelin  (1762-1837) nella pubblicazione "Flora Badensis, Alsatica et confinium regionum cis- et transrhenania - 3: 317" del 1808.

## Descrizione

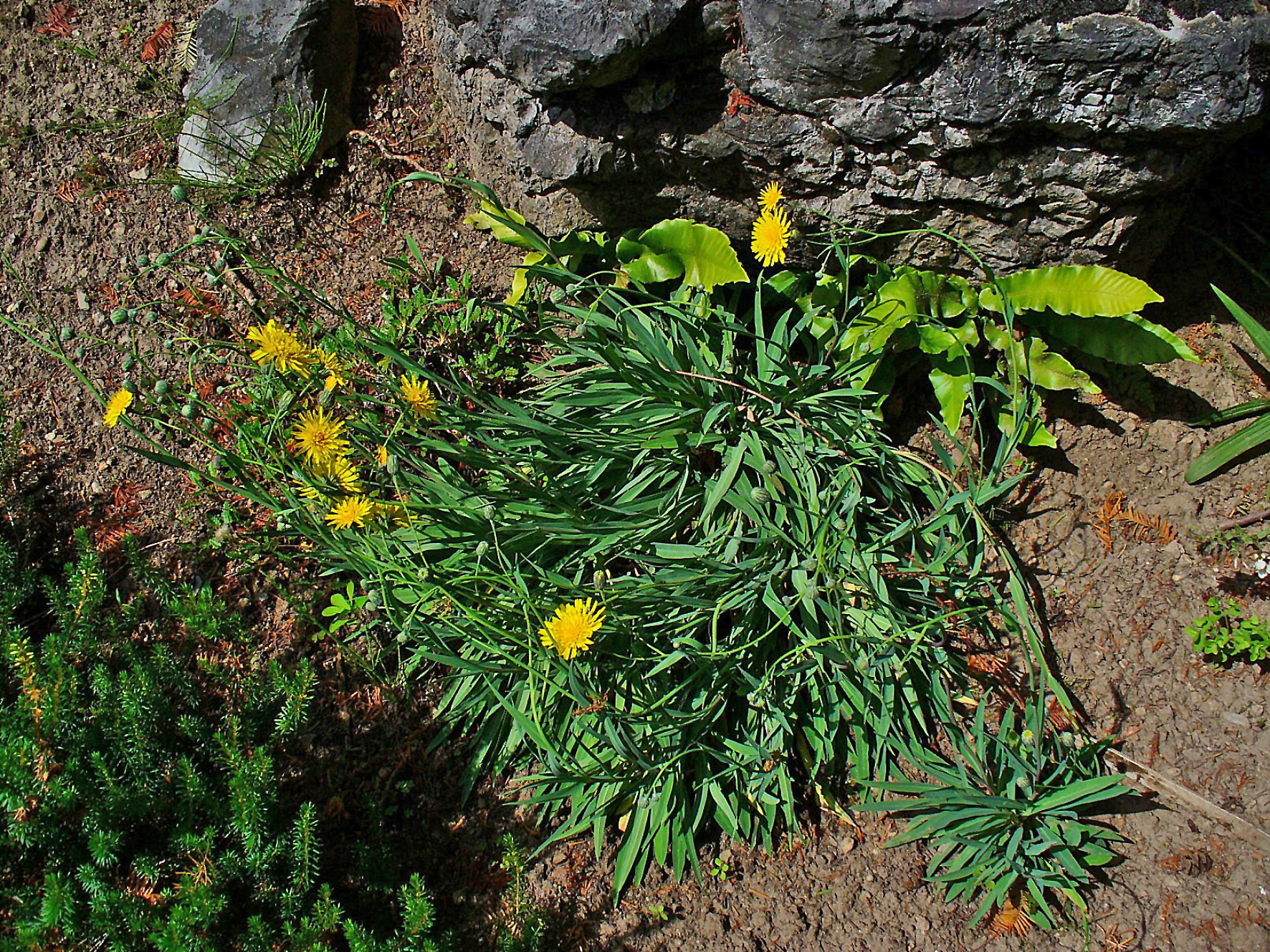
Il portamento

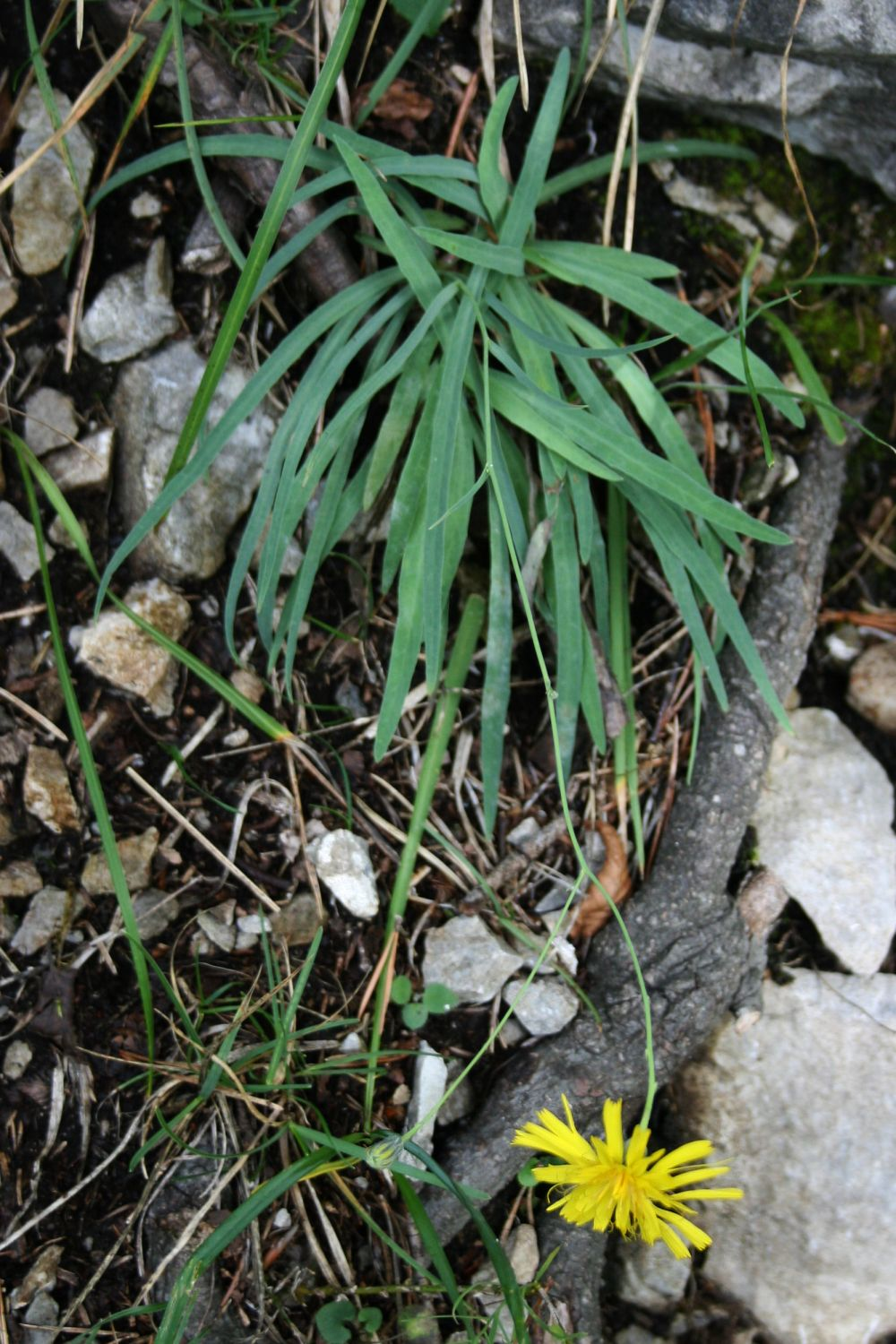
Le foglie

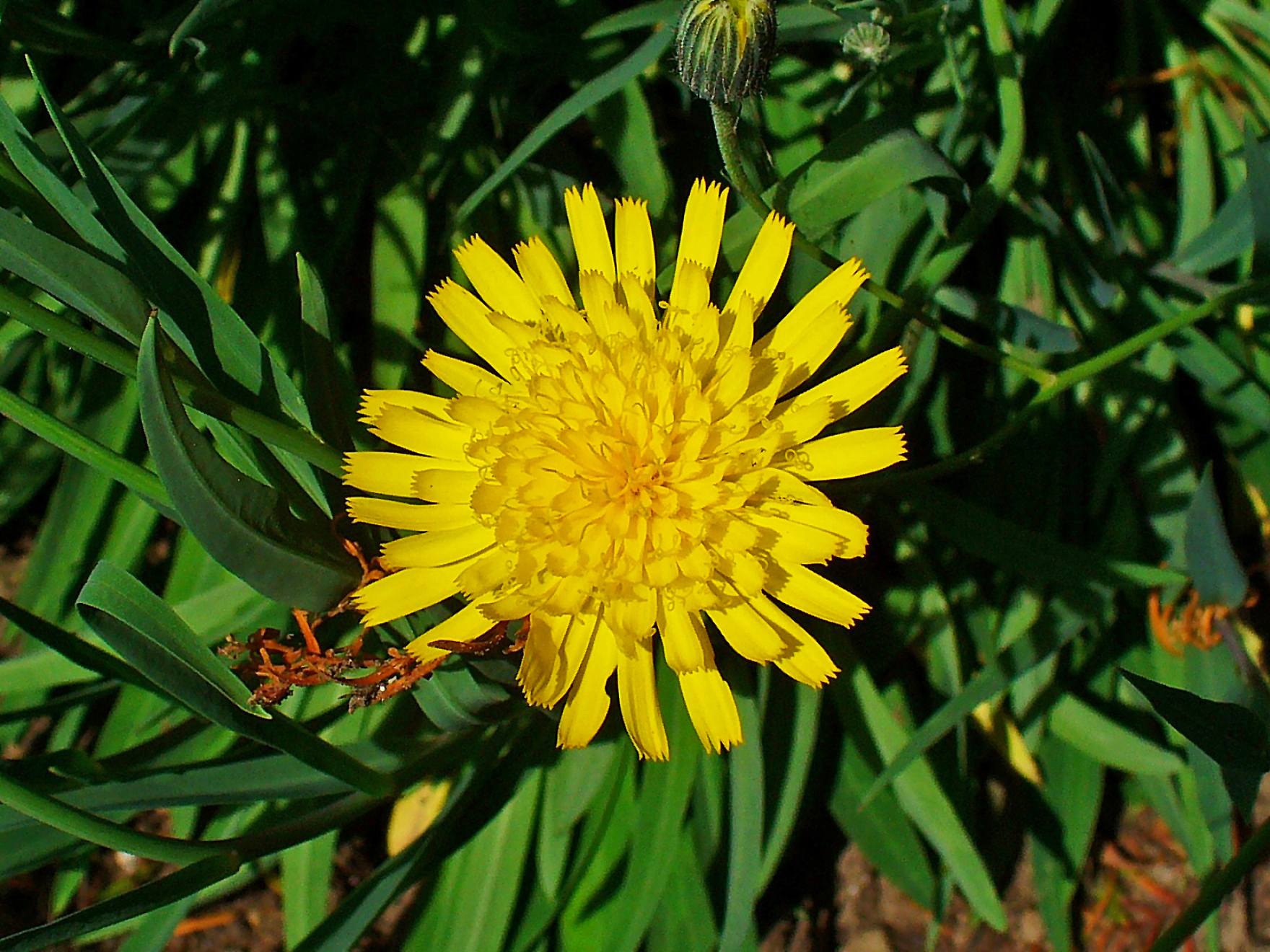
Infiorescenza

Habitus. Questa pianta può raggiungere una altezza compresa tra 2 - 6 dm. La forma biologica è emicriptofite scapose (H scap), ossia in generale sono piante erbacee, a ciclo biologico perenne, con gemme svernanti al livello del suolo e protette dalla lettiera o dalla neve e hanno l'asse fiorale eretto e spesso privo di foglie. Queste piante sono provviste di lattice (i vasi latticiferi sono anastomizzati). Le specie di questo gruppo sono piante di tipo fillopode (raramente sono hypofillopode).
Radici. Le radici sono secondarie da rizoma.
Fusto. La parte aerea del fusto è eretta, ascendente, debolmente flessuoso e con superficie glabra. Alla base il fusto può essere lignificato ed avvolto da squame scure. Il fusto è poco ramoso e la ramosità è nei 2/3 superiori. L'acladio (la parte del fusto compresa tra il capolino e la prima ramificazione sottostante) è allungato fino a 3 – 10 cm. I capolini lungo il fusto sono più o meno spaziati.
Foglie. Le foglie si dividono in basali e cauline. Le foglie basali (da 5 a 8) hanno una forma da lineare a strettamente lanceolata (sono lievemente allargate nella metà superiore) e sono carenate, verso la base le foglie si restringono senza evidenziare un picciolo ben differenziato; la superficie è ricoperta da sparse setole chiare di 2 – 4 mm; i bordi delle foglie sono interi e possono presentarsi appena dentellati nella metà superiore della lamina. Le foglie cauline (da 4 a 10), con forme da lineari a lanceolate, sono progressivamente più ridotte (generalmente sono più brevi dell'internodio soprastante), la superficie è glabra e sono colorate di verde-glauco fino a grigio-verdastro. Dimensione delle foglie basali: larghezza 5 – 8 mm (fino a 11 mm); lunghezza 9 – 16 cm.
Infiorescenza. Le sinflorescenze, di tipo da forcato a forcato-panicolato a più rami (da 1 a 4), sono composte da 1 - 3 capolini peduncolati (capolini totali: 7). Il peduncolo è ricoperto da pochi peli di tipo ghiandolare. I capolini sono formati da un involucro a forma emisferica composto da brattee (o squame) disposte su 2 serie (interne ed esterne) in modo embricato, all'interno delle quali un ricettacolo fa da base ai fiori tutti ligulati. Le brattee dell'involucro hanno delle forme allargate (larghezza 1,2 - 2,5 mm) e sono prive di peli ghiandolari, sono presenti invece peli semplici (pochi) e stellati (più abbondanti).  Il ricettacolo è nudo, cioè privo di pagliette a protezione della base dei fiori, e alveolato; il margine degli alveoli è brevemente dentato. Diametro dei capolini all'antesi: 2,5 – 4 cm. Lunghezza dell'involucro: 12 – 15 mm.
Fiore. I fiori sono tutti del tipo ligulato (il tipo tubuloso, i fiori del disco, presente nella maggioranza delle Asteraceae, qui è assente), sono tetra-ciclici (ossia sono presenti 4 verticilli: calice – corolla – androceo – gineceo) e pentameri (ogni verticillo ha 5 elementi). I fiori sono ermafroditi e zigomorfi.
- Formula fiorale:

*/x K {\displaystyle \infty }, [C (5), A (5)], G 2 (infero), achenio
- Calice: i sepali del calice sono ridotti ad una coroncina di squame.
- Corolla: le corolle sono formate da un tubo e da una ligula terminante con 5 denti; il colore è giallo. I denti delle ligule sono glabri. Dimensioni delle ligule più esterne: larghezza 2 mm; lunghezza 15 –16 mm.
- Androceo: gli stami sono 5 con filamenti liberi, mentre le antere sono saldate in un manicotto (o tubo) circondante lo stilo.[17] Le antere alla base sono acute. Il polline è tricolporato.[18]
- Gineceo: lo stilo giallo (o più o meno scuro) è filiforme e peloso sul lato inferiore; gli stigmi dello stilo sono due divergenti. L'ovario è infero uniloculare formato da 2 carpelli. La superficie stigmatica è interna.[19]
- Antesi: da giugno ad agosto (fioritura tardo-primaverile, fino a estiva).

Frutti. I frutti sono degli acheni con pappo. Gli acheni, scuri a forma colonnare-obconica, sono ristretti alla base (e ingrossati all'apice), mentre la superficie (liscia o appena rugosa) è provvista di 10 coste che nella parte apicale confluiscono in un orlo anulare. Il colore degli acheni è castano-chiaro (a volte castano-scuro o rossastro). Il pappo è formato da setole semplici, color bianco sporco, disposte su due serie (quelle interne sono più lunghe e più rigide, quelle esterne sono fragili). Dimensione degli acheni: 3,5 – 4 mm.

## Biologia
Impollinazione: l'impollinazione avviene tramite insetti (impollinazione entomogama tramite farfalle diurne e notturne).

Riproduzione: la fecondazione avviene fondamentalmente tramite l'impollinazione dei fiori (vedi sopra).

Dispersione: i semi (gli acheni) cadendo a terra sono successivamente dispersi soprattutto da insetti tipo formiche (disseminazione mirmecoria). In questo tipo di piante avviene anche un altro tipo di dispersione: zoocoria. Infatti gli uncini delle brattee dell'involucro (se presenti) si agganciano ai peli degli animali di passaggio disperdendo così anche su lunghe distanze i semi della pianta.

## Distribuzione e habitat

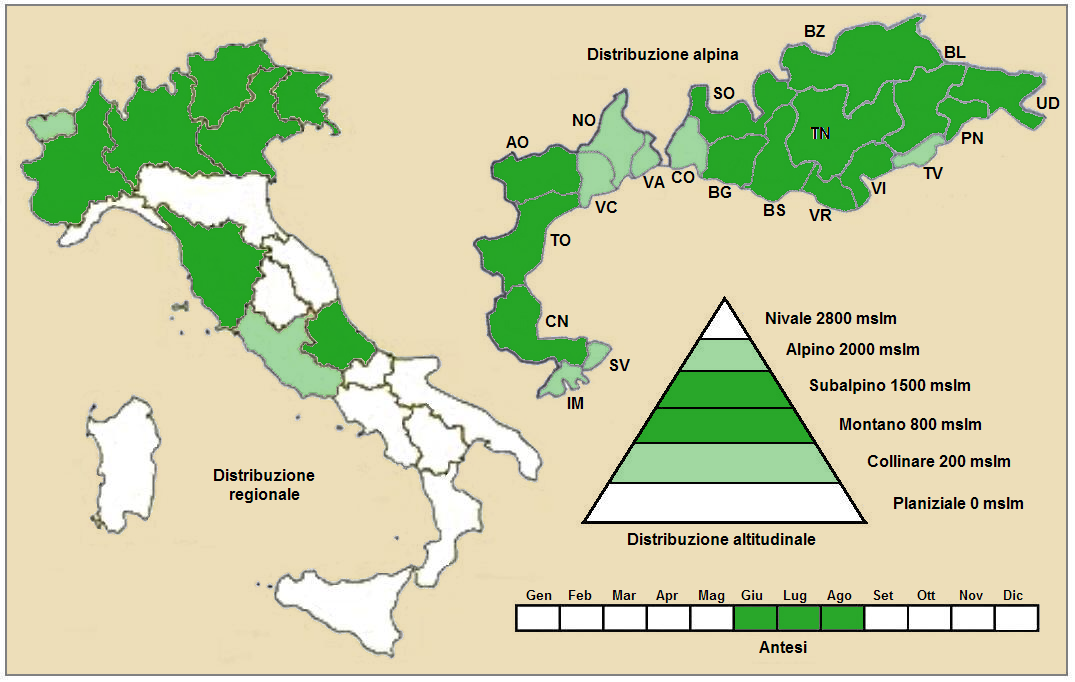
Distribuzione della pianta
(Distribuzione regionale – Distribuzione alpina)

Geoelemento: il tipo corologico (area di origine) è Orofita - Sud Est Europeo.
Distribuzione: in Italia questa specie si trova comunemente al Nord (Alpi) e negli Appennino centrale. Oltre alle Alpi questa specie si trova nei seguenti rilievi europei collegati alle Alpi: Massiccio del Giura, Alpi Dinariche e Carpazi.
Habitat: l'habitat tipico sono le pietraie e i macereti; ma anche i ripari sotto le rocce, i ghiaioni e le morene. Il substrato preferito è calcareo con pH basico, bassi valori nutrizionali del terreno che deve essere secco.
Distribuzione altitudinale: sui rilievi queste piante si possono trovare da 600 fino a 1.700 m s.l.m.; frequentano quindi i seguenti piani vegetazionali: montano e subalpino e in parte quelli collinare e alpino.

### Fitosociologia
Dal punto di vista fitosociologico alpino Hieracium bupleuroides appartiene alla seguente comunità vegetale:
Formazione: delle comunità delle fessure, delle rupi e dei ghiaioni
Classe: Asplenietea trichomanis
Ordine: Potentilletalia caulescentis
Alleanza: Potentillion caulescentis

## Tassonomia
La famiglia di appartenenza di questa voce (Asteraceae o Compositae, nomen conservandum) probabilmente originaria del Sud America, è la più numerosa del mondo vegetale, comprende oltre 23.000 specie distribuite su 1.535 generi, oppure 22.750 specie e 1.530 generi secondo altre fonti (una delle checklist più aggiornata elenca fino a 1.679 generi). La famiglia attualmente (2021) è divisa in 16 sottofamiglie.

### Filogenesi
Il genere di questa voce appartiene alla sottotribù Hieraciinae della tribù Cichorieae (unica tribù della sottofamiglia Cichorioideae). In base ai dati filogenetici la sottofamiglia Cichorioideae è il terz'ultimo gruppo che si è separato dal nucleo delle Asteraceae (gli ultimi due sono Corymbioideae e Asteroideae). La sottotribù Hieraciinae fa parte del "quinto" clade della tribù; in questo clade è posizionata alla base ed è "sorella" al resto del gruppo comprendente, tra le altre, le sottotribù Microseridinae e Cichoriinae. Il genere  Hieracium (insieme al genere Pilosella) costituisce il nucleo principale della sottotribù Hieraciinae e formano (insieme ad altri generi minori) un "gruppo fratello" posizionato nel "core" delle Hieraciinae.
Il genere Hieracium è un genere estremamente polimorfo con maggioranza di specie apomittiche. Di questo genere sono descritte circa 1000 specie sessuali e oltre 3000 specie apomittiche, delle quali circa 250 e più sono presenti nella flora spontanea italiana. Alcuni taxon collegati alle varie specie del genere sono sottospecie, altri sono considerati aggregati (o inclusi), e altri ancora sono considerati "intermediari" (o impropriamente ibridi in quanto queste specie essendo apomittiche non si incrociano e quindi non danno prole feconda) con altre specie. A causa di ciò si pongono dei problemi di sistematica quasi insolubili e per avere uno sguardo d'insieme su questa grande variabilità può essere necessario assumere un diverso concetto di specie. Qui in particolare viene seguita la suddivisione del materiale botanico in sezioni così come sono elencate nell'ultima versione della "Flora d'Italia".
La specie di questa voce è descritta all'interno della XV sezione Hieracium sect. Drepanoidea Monnier i cui caratteri principali sono:
- i peli ghiandolari sono più o meno assenti o sparsi su alcune parti della pianta (peduncoli dei capolini e involucri);
- le specie di questo gruppo sono piante di tipo fillopode (raramente sono hypofillopode);
- sono presenti numerose foglie cauline con forme da lineari a lanceolate, colorate di verde-glauco fino a grigio-verdastro, subpubescenti;
- i margini delle brattee involucrali spesso hanno dei densi peli stellati;
- il colore degli acheni è castano-chiaro;
- la fioritura è tardo-primaverile (fino a estiva);

La specie H. bupleuroides è invece individuata dai seguenti ulteriori caratteri:
- le foglie basali non sono picciolate con forme da lanceolate a lanceolato-lineari e lamina intera;
- le foglie cauline sono progressivamente decrescenti verso l'alto (in basso sono piuttosto addensate);
- i peli semplici sono assenti sul caule, mentre sono presenti sui margini (e sulla pagina inferiore) delle foglie, e da sparsi a densi sulle brattee involucrali.

L'indumentum è uno degli elementi più importanti per distinguere le varie specie. H. bupleuroides è caratterizzata dalla seguente pubescenza:
| Tipo peli        | Caule   | Foglie                                                            | Peduncoli dei capolini        | Brattee involucrali                                 |
| ---------------- | ------- | ----------------------------------------------------------------- | ----------------------------- | --------------------------------------------------- |
| Peli semplici    | Assenti | Sui margini delle foglie basali, lunghi 2 – 4 mm, molli e bianchi | Assenti                       | Da sparsi a densi, lunghi 2 – 4 mm e neri alla base |
| Peli ghiandolari | Assenti | Assenti                                                           | Assenti                       | Sparsi                                              |
| Peli stellati    | Assenti | Assenti                                                           | All'apice (da sparsi a densi) | Sui margini (da sparsi a densi - raramente assenti) |

Il numero cromosomico di  H. bupleuroides è: 2n = 27 e 36.
H. bupleuroides fa parte di un gruppo polimorfo (la maggioranza delle specie di questo gruppo sono apomittiche) comprendente tra le altre Hieracium porrifolium L. e Hieracium glaucum All..

#### Sottospecie
Per questa specie sono riconosciute le seguenti sottospecie, alcune delle quali sono presenti nella flora spontanea italiana. Differiscono per la forma della foglie (ad esempio le foglie sono più larghe e con dentellatura più vicina alla base della foglie come la sottospecie schenkii) oppure per il tipo di pubescenza.
- H. bupleuroides subsp. bupleuroides - Distribuzione: Alpi occidentali e Europa centrale
- H. bupleuroides subsp. adenobupleuroides Fen. & Zahn, 1927 - Distribuzione: Lombardia
- H. bupleuroides subsp. aprutiorum  (Furrer & Zahn) Gottschl., 2009 - Distribuzione: Abruzzo
- H. bupleuroides subsp. cassianum Pamp. & Zahn, 1930 - Distribuzione: Trentino-Alto Adige
- H. bupleuroides subsp. comophyllum  Nägeli & Peter, 1886 - Distribuzione: Alpi
- H. bupleuroides subsp. crinifolium Nägeli & Peter, 1886 - Distribuzione: Alpi
- H. bupleuroides subsp. eriolepium  Nägeli & Peter, 1886 - Distribuzione: Veneto
- H. bupleuroides subsp. laeviceps Nägeli & Peter, 1886 - Distribuzione: Piemonte e Europa centrale
- H. bupleuroides subsp. mnoolepium Nägeli & Peter, 1886 - Distribuzione: Alpi e Austria
- H. bupleuroides subsp. moënense Zahn, 1930 - Distribuzione: Alpi
- H. bupleuroides subsp. phyllobracteum Nägeli & Peter, 1886 - Distribuzione: Piemonte, Francia, Svizzera e Austria
- H. bupleuroides subsp. praetutiense Nägeli & Peter, 1886 - Distribuzione: Abruzzo
- H. bupleuroides subsp. romanorum Korb & Zahn, 1930 - Distribuzione: P. Croce
- H. bupleuroides subsp. scabriceps Nägeli & Peter, 1886 - Distribuzione: Alpi occidentali e Europa centrale
- H. bupleuroides subsp. schenkii (Griseb.) Nägeli & Peter, 1886 - Distribuzione: Alpi occidentali e Europa
- H. bupleuroides subsp. tririvicola Gottschl., 2016 - Distribuzione: Alpi apuane

### Specie simili

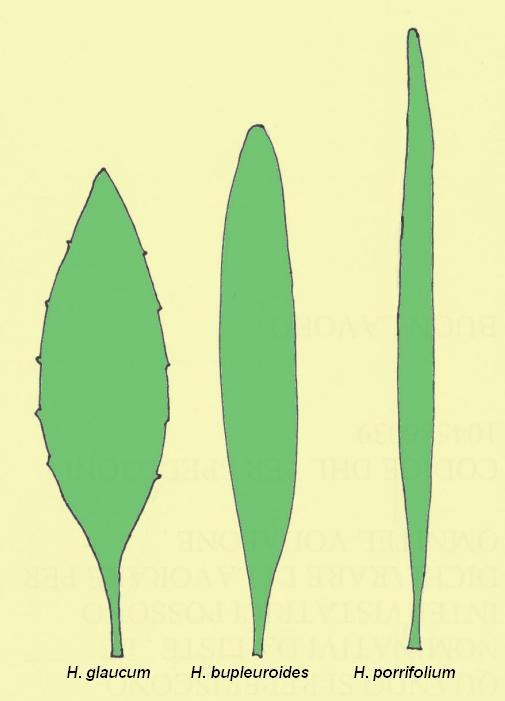
Confronto di alcune foglie basali

Nel genere Hieracium è tutt'altro che facile distinguere con sicurezza una specie dall'altra. Per le tre specie affini (bupleuroides - porrifolium - glaucum) qui di seguito sono date alcune indicazioni per la loro individuazione:
- passo 1: isolare le piante con grande involucro (maggiore di 12 mm); queste appartengono alla specie bupleuroides;
- passo 2: le foglie basali sono strettamente lineari e non sono larghe più di 5 mm e sono lunghe 20 - 30 volte la loro larghezza e la base non si restringe nel picciolo; queste appartengono alla specie porrifolium;
- passo 3: le foglie basali maggiori hanno una forma lanceolata e sono larghe 10 – 15 mm e lunghe (compreso il picciolo) 7 - 12 volte la loro larghezza; queste appartengono alla specie glaucum.

Il disegno a lato mostra quale può essere più o meno la forma delle foglie basali delle tre specie considerate.